# Dasyatis laosensis
Dasyatis laosensis är en rockeart som beskrevs av Roberts och Karnasuta 1987. Dasyatis laosensis ingår i släktet Dasyatis och familjen spjutrockor. IUCN kategoriserar arten globalt som starkt hotad. Inga underarter finns listade i Catalogue of Life.